# Dao-Dao
Dao-Dao is een bestuurslaag in het regentschap Nias Selatan van de provincie Noord-Sumatra, Indonesië. Dao-Dao telt 334 inwoners (volkstelling 2010).